# Monega
Die Monega Kapitalanlagegesellschaft mbH ist eine unabhängige Kapitalverwaltungsgesellschaft mit Sitz in Köln, die für private und institutionelle Investoren gemeinsam mit partnerschaftlich verbundenen Vermögensverwaltern Fonds- bzw. Investmentlösungen im Anleihen-, Aktien-, Multi-Asset- und Mikrofinanzbereich zur Verfügung stellt.

## Geschichte
Die Monega KAG wurde 1999 vom ehemaligen Bankhaus Sal. Oppenheim und der Versicherungsgruppe DEVK in Köln, Deutschland gegründet. Erste Fonds wurden im Jahr 2000 aufgelegt.
Bereits 2001 erwarb der Verband der Sparda-Banken, der wie die DEVK ursprünglich auf die Mitarbeiter der Deutschen Bahn fokussiert war, einen Anteil von 45 % an der Monega KAG. Bis 2018 sollten die DEVK-Versicherungen und der Verband der Sparda-Banken jeweils 45 % am Kapital der Monega halten und lediglich 10 % blieben beim Bankhaus Sal. Oppenheim & Cie., später Deutsche Bank AG.
Im Jahr 2018 bekam die Monega KAG die aktuelle Eigentümerstruktur. Während die DEVK mit 45 % der Anteile ein Ankerinvestor bleibt, hat sich der Verband der Sparda-Banken, dessen Mitglieder dem Genossenschaftslager angehören, als Gesellschafter zurückgezogen. Diesen Anteil erwarb die Monega Beteiligungsgesellschaft mbH mit Sitz in Köln. Gleichzeitig ging die Beteiligung des ehemaligen Bankhauses Sal. Oppenheim & Cie. von 10 % an die Sparda-Bank West eG.

## Geschäftsfelder
Bis 2013 hat die Monega KAG im Wesentlichen Publikums- und Spezialfonds für die ehemaligen Hauptgesellschaftergruppen DEVK und Sparda-Banken aufgelegt.
Seit 2014 versteht sich Monega als Multi-Asset-Boutique für private und institutionelle Anleger sowie als Förderplattform für das sogenannte White-Label-Geschäft. Hierbei werden Administration-, Vertriebs- und teilweise Handelsaktivitäten für Vermögensverwalter und Family Offices angeboten.
Aufgrund mehrerer Erlaubniserweiterungen erbringt Monega inzwischen auch Asset-Management-Dienstleistungen für andere Kapitalverwaltungsgesellschaften und darf u. a. Geschlossene Fonds in den Bereichen Private Equity und Private Debt auflegen.
Inzwischen verwaltet Monega etwa 6 Milliarden Euro verteilt auf ca. 90 Publikums- und Spezialfonds sowie Mandate bei anderen KVG.

## Partnerschaften
Mit insgesamt etwa 30 Mitarbeitern fokussiert sich das Investment-Management der Monega auf Aktien-, Renten- und Multi-Asset-Lösungen mit zumeist quantitativen Investmentstilen.